# Deutsches Röntgen-Museum
Deutsches Röntgen-Museum – muzeum zlokalizowane kilkaset metrów od miejsca narodzin fizyka Wilhelma Conrada Röntgena, na obrzeżach historycznego starego miasta dzielnicy Lennep, obecnie stanowiącej część miasta Remscheid, w kraju związkowym Nadrenia Północna-Westfalia w Niemczech.
Muzeum otwarto w 1932 roku. Na powierzchni 2100 m² zaprezentowano historię i przegląd techniki pomocnej w tworzeniu promieni rentgenowskich. Kolekcja muzeum obejmuje sprzęt i aparaty z okresu minionych 100 lat, stosowane do wykorzystywania promieniowania rentgenowskiego, a także rzeczy osobiste zdobywcy Nagrody Nobla. Pierwsza w historii Nagroda Nobla w dziedzinie fizyki została przyznana 10 grudnia 1901, właśnie odkrywcy promieni rentgenowskich, które on sam nazwał promieniami „X”. W muzeum można zobaczyć zestaw urządzeń wykorzystywany do badań nad promieniowaniem, dzięki któremu Röntgen odkrył promieniowanie nazwane jego imieniem. W muzeum znajduje się aparatura, od pozornie prymitywnych instrumentów rentgenowskich „Diaphor R” do nowoczesnej maszyny doświadczalnej do krótkotrwałej tomosyntezy. W laboratorium znajdującym się w muzeum, można przeprowadzić 30 różnego rodzaju testów, z zakresu mechaniki, optyki, magnetyzmu i elektryczności.
Każdego roku po muzeum oprowadzanych jest od 200 do 300 wycieczek naukowych. W sumie co roku muzeum odwiedza ok. 15 000 gości.
W latach 2009–2015 muzeum przeszło przebudowę, zostało powiększone i zyskało formę muzeum interaktywnego.